# Wiktor Borissowitsch Korezki
Wiktor Borissowitsch Korezki (russisch Виктор Борисович Корецкий; * 5. Maijul. / 18. Mai 1909greg. in Kiew; † 4. Juli 1998 in Moskau) war ein russisch-sowjetischer Grafiker.
Korezki hatte 1933 seinen ersten Erfolg mit dem Plakat »Es lebe die internationale Solidarität der Werktätigen«. Während des Zweiten Weltkriegs schuf er eine Reihe hervorragender Plakate, darunter das Meisterwerk »Soldat der Roten Armee, rette uns« von 1942. In den über 50 Jahren seiner Tätigkeit als Plakatkünstler schuf Korezki mehr als 600 Plakate, von denen viele international bekannt geworden sind.